# リチャード・ルパルメンティエ
リチャード・ルパルメンティエ（Richard LeParmentier,  1946年7月16日 - 2013年4月15日）は、アメリカ合衆国の俳優である。

## 来歴
1946年、ペンシルベニア州ピッツバーグに生まれる。ガーンジー島出身の父親とアイルランド出身の母親の元、酪農家の家だった。その後一家はフロリダ州へ移り住み、10代は同州で育つ。後にデトロイトの大学を経て、1974年にイギリスへ渡った。
舞台からキャリアをスタートさせ、同年の1974年にイギリス映画の『スターダスト』で映画デビュー。翌年にはジェームズ・カーン主演の『ローラーボール』などへも出演。特に1977年にジョージ・ルーカスが脚本・監督を務めたSF映画『スター・ウォーズ エピソード4/新たなる希望』でダースベイダーの怒りを買うモッティ提督を演じたことは最も有名な役と評された。その後も着実にキャリアを重ね、クリストファー・リーヴがスーパーマンを演じた『スーパーマンII』や、ロジャー・ムーアが三代目ジェームズ・ボンドを演じた『007 オクトパシー』などの話題作へ出演。1988年にはロバート・ゼメキス監督で実写とアニメーションを併合した『ロジャー・ラビット』へ出演し、ボブ・ホスキンス演じる主人公の理解者でもある刑事役で顔を見せている。

### 死去
2013年4月15日、住まいのあるイギリスから家族に会いにテキサス州オースティンを訪れていた際に死去。66歳だった。

## 出演作品

### 映画
- スターダスト Stardust (1974)
- ローラーボール Rollerball (1975)
- Blind Man's Bluff (1975)
- スター・ウォーズ エピソード4/新たなる希望 Star Wars: Episode IV A New Hope (1977)
- 続・恐竜の島 The People That Time Forgot (1977)
- バレンチノ Valentino (1977)
- ミュージック・マシーン The Music Machine (1979)
- Silver Dream Racer (1980)
- スーパーマンII Superman II (1980)
- レッズ Reds (1981)
- 007 オクトパシー Octopussy (1983)
- ロジャー・ラビット Who Framed Roger Rabbit (1988)
- The Berlin Conspiracy (1992)

### テレビドラマ
- Play for Today (1976)
- スペース1999 Space: 1999 (1977)
- テンプラーの華麗な冒険 Return of the Saint (1978)
- Turtle's Progress (1979)
- The House on the Hill (1981)
- We'll Meet Again (1982)
- 私立探偵フィリップ・マーロウ Philip Marlowe, Private Eye (1983)
- 悪魔の異形 Hammer House of Mystery and Suspense (1984)
- Worlds Beyond (1987)
- キャピタル・シティ Capital City (1989 - 1990)

### ビデオゲーム
- Soldiers: Heroes of World War II (2004)